# NGC 4037
NGC 4037 (również PGC 37928 lub UGC 7002) – galaktyka spiralna z poprzeczką (SBb), znajdująca się w gwiazdozbiorze Warkocza Bereniki. Odkrył ją William Herschel 8 kwietnia 1784 roku.